# Saco (acidente geográfico)

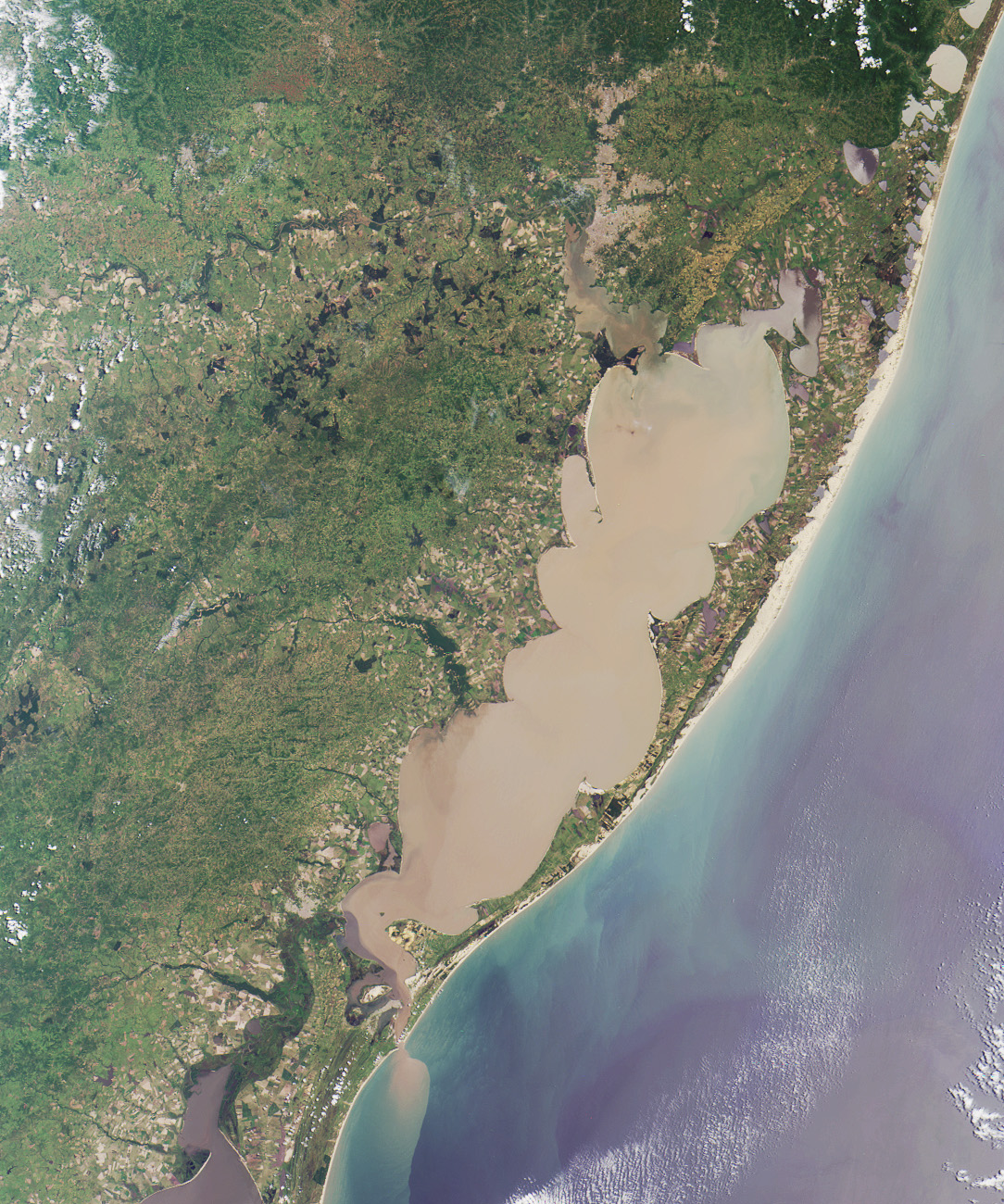
A lagoa dos Patos, no Rio Grande do Sul, é cheia de pequenos enseadas ou sacos.

Saco é o termo da geografia física usado para descrever uma pequena enseada, especialmente as protegidas por baías. É uma palavra muito usada nos litorais dos estados brasileiros do Rio de Janeiro até o Rio Grande do Sul para descrever tais acidentes geográficos.

## Alguns sacos do litoral brasileiro
- Saco de São Diogo, Rio de Janeiro
- Saco da Raposa, Rio de Janeiro
- Saco de Mamanguá, Rio de Janeiro
- Saco do Alferes, Rio de Janeiro
- Saco de São Francisco, Rio de Janeiro
- Saco do Cedro, São Paulo
- Saco das Andorinhas, São Paulo
- Saco do Eustáquio, São Paulo
- Saco da Ribeira, Ubatuba (São Paulo)
- Saco do Limoeiro, Ilha do Mel (Paraná)
- Saco da Tambarataca, Paranaguá (Paraná)
- Saco Grande, Santa Catarina
- Saco dos Limões, Santa Catarina
- Saco da Fazenda, Itajaí (Santa Catarina)
- Saco da Fazenda, Santa Catarina
- Saco do Silveira, Rio Grande do Sul
- Saco do Martins, Rio Grande do Sul
- Saco da Quitéria, Rio Grande do Sul
- Saco da Mangueira, Rio Grande do Sul
- Saco do Justino, Rio Grande do Sul